# Campionati mondiali di canoa/kayak 2001
I 31esimi Campionati mondiali di canoa/kayak si sono svolti a Poznań (Polonia) nel 2001.

## Medagliere
| Pos. | Paese       | Oro | Argento | Bronzo | Totale |
| ---- | ----------- | --- | ------- | ------ | ------ |
| 1    | Ungheria    | 7   | 4       | 4      | 15     |
| 2    | Germania    | 5   | 3       | 3      | 11     |
| 3    | Polonia     | 2   | 4       | 2      | 8      |
| 4    | Russia      | 2   | 2       | 3      | 7      |
| 5    | Italia      | 2   | 0       | 0      | 2      |
| 6    | Spagna      | 1   | 2       | 3      | 6      |
| 7    | Romania     | 1   | 2       | 2      | 5      |
| 8    | Ucraina     | 1   | 1       | 2      | 4      |
| 9    | Lituania    | 1   | 1       | 0      | 2      |
| 10   | Cuba        | 1   | 0       | 2      | 3      |
| 11   | Canada      | 1   | 0       | 0      | 1      |
| 11   | Francia     | 1   | 0       | 0      | 1      |
| 11   | Norvegia    | 1   | 0       | 0      | 1      |
| 14   | Australia   | 0   | 2       | 1      | 3      |
| 15   | Rep. Ceca   | 0   | 2       | 0      | 2      |
| 16   | Argentina   | 0   | 1       | 1      | 2      |
| 16   | Uzbekistan  | 0   | 1       | 1      | 2      |
| 18   | Bielorussia | 0   | 1       | 0      | 1      |
| 19   | Svezia      | 0   | 0       | 1      | 1      |
| 19   | Slovacchia  | 0   | 0       | 1      | 1      |

## Medaglie Canoa

### C1 200m
| Posizione | Atleta           | Paese   | Tempo |
| --------- | ---------------- | ------- | ----- |
|           | Dmitro Sablin    | Ucraina |       |
|           | Maxim Opalev     | Russia  |       |
|           | Michał Śliwiński | Polonia |       |

### C1 500m
| Posizione | Atleta          | Paese    | Tempo |
| --------- | --------------- | -------- | ----- |
|           | Maxim Opalev    | Russia   |       |
|           | György Kolonics | Ungheria |       |
|           | Andreas Dittmer | Germania |       |

### C1 1000m
| Posizione | Atleta          | Paese     | Tempo |
| --------- | --------------- | --------- | ----- |
|           | Andreas Dittmer | Germania  |       |
|           | Martin Doktor   | Rep. Ceca |       |
|           | György Kolonics | Ungheria  |       |

### C2 200m
| Posizione | Atleta                               | Paese   | Tempo |
| --------- | ------------------------------------ | ------- | ----- |
|           | Paweł Baraszkiewicz Daniel Jędraszko | Polonia |       |
|           | Ionel Averian Mihail Vartolomei      | Romania |       |
|           | Ibrahim Rojas Ledis Balceiro         | Cuba    |       |

### C2 500m
| Posizione | Atleta                               | Paese   | Tempo |
| --------- | ------------------------------------ | ------- | ----- |
|           | Ibrahim Rojas Ledis Balceiro         | Cuba    |       |
|           | Paweł Baraszkiewicz Daniel Jędraszko | Polonia |       |
|           | Florin Popescu Mitică Pricop         | Romania |       |

### C2 1000m
| Posizione | Atleta                                | Paese   | Tempo |
| --------- | ------------------------------------- | ------- | ----- |
|           | Michał Śliwiński Marcin Kobierski     | Polonia |       |
|           | Alfredo Bea-Jose David Mascato Garcia | Spagna  |       |
|           | Ibrahim Rojas Ledis Balceiro          | Cuba    |       |

### C4 200m
| Posizione | Atleta                                                                 | Paese     | Tempo |
| --------- | ---------------------------------------------------------------------- | --------- | ----- |
|           | Sandor Malomsoki Gabor Ivan György Zala Laszlo Vasili                  | Ungheria  |       |
|           | Petr Netusil Jan Brecka Karel Kozisek Petr Fuksa                       | Rep. Ceca |       |
|           | Alexander Kovalev Aleksandr Kostoglod Vladislav Polzounov Maxim Opalev | Russia    |       |

### C4 500m
| Posizione | Atleta                                                                   | Paese    | Tempo |
| --------- | ------------------------------------------------------------------------ | -------- | ----- |
|           | Iosin Anisim Ionel Averian Florin Popescu Mihail Vartolomei              | Romania  |       |
|           | György Zala György Kozmann Bela Belicza Gabor Ivan                       | Ungheria |       |
|           | Roman Krougliakov Konstantin Formichev Vladimir Ladocha Alexei Volkonski | Russia   |       |

### C4 1000m
| Posizione | Atleta                                                                         | Paese       | Tempo |
| --------- | ------------------------------------------------------------------------------ | ----------- | ----- |
|           | György Zala György Kozmann Bela Belicza Gabor Ivan                             | Ungheria    |       |
|           | Ivan Skovorodkin Alexandr Bogdanovich Alexandr Kurlandchik Alexsandr Zhukocski | Bielorussia |       |
|           | Iosin Anisim Chiriac Marcov Ionel Averian Mihail Vartolomei                    | Romania     |       |

## Medaglie Kayak

### K1 200m
| Posizione | Atleta             | Paese      | Tempo |
| --------- | ------------------ | ---------- | ----- |
|           | Ronald Rauhe       | Germania   |       |
|           | Oleksei Slivinskiy | Ucraina    |       |
|           | Anton Ryakhov      | Uzbekistan |       |

| Posizione | Atleta             | Paese    | Tempo |
| --------- | ------------------ | -------- | ----- |
|           | Karen Furneaux     | Canada   |       |
|           | Elzbieta Urbanczyk | Polonia  |       |
|           | Szilvia Szabó      | Ungheria |       |

### K1 500m
| Posizione | Atleta        | Paese      | Tempo |
| --------- | ------------- | ---------- | ----- |
|           | Ákos Vereckei | Ungheria   |       |
|           | Anton Ryakhov | Uzbekistan |       |
|           | Javier Correa | Argentina  |       |

| Posizione | Atleta          | Paese     | Tempo |
| --------- | --------------- | --------- | ----- |
|           | Josefa Idem     | Italia    |       |
|           | Katrin Borchert | Australia |       |
|           | Katalin Kovács  | Ungheria  |       |

### K1 1000m
| Posizione | Atleta               | Paese     | Tempo |
| --------- | -------------------- | --------- | ----- |
|           | Babak Amir-Tahmasseb | Francia   |       |
|           | Javier Correa        | Argentina |       |
|           | Lutz Liwowski        | Germania  |       |

| Posizione | Atleta          | Paese     | Tempo |
| --------- | --------------- | --------- | ----- |
|           | Josefa Idem     | Italia    |       |
|           | Katrin Wagner   | Germania  |       |
|           | Katrin Borchert | Australia |       |

### K2 200m
| Posizione | Atleta                             | Paese    | Tempo |
| --------- | ---------------------------------- | -------- | ----- |
|           | Alvydas Duonela Egidijus Balciunas | Lituania |       |
|           | Ronald Rauhe Tim Wieskötter        | Germania |       |
|           | Mykola Zaichenkov Mykhailo Luchnik | Ucraina  |       |

| Posizione | Atleta                                   | Paese    | Tempo |
| --------- | ---------------------------------------- | -------- | ----- |
|           | Beatrix Manchon Portillo Sonia Molanes   | Spagna   |       |
|           | Beata Sokołowska-Kulesza Aneta Pastuszka | Polonia  |       |
|           | Kinga Dekany Erzsébet Viski              | Ungheria |       |

### K2 500m
| Posizione | Atleta                             | Paese    | Tempo |
| --------- | ---------------------------------- | -------- | ----- |
|           | Ronald Rauhe Tim Wieskötter        | Germania |       |
|           | Alvydas Duonela Egidijus Balciunas | Lituania |       |
|           | Markus Oscarsson Henrik Nilsson    | Svezia   |       |

| Posizione | Atleta                                   | Paese    | Tempo |
| --------- | ---------------------------------------- | -------- | ----- |
|           | Szilvia Szabó Kinga Bóta                 | Ungheria |       |
|           | Aneta Pastuszka Beata Sokołowska-Kulesza | Polonia  |       |
|           | Beatrix Manchon Portillo Sonia Molanes   | Spagna   |       |

### K2 1000m
| Posizione | Atleta                                 | Paese    | Tempo |
| --------- | -------------------------------------- | -------- | ----- |
|           | Eirik Verås Larsen Nils Olav Fjeldheim | Norvegia |       |
|           | Krisztin Barfai Krisztian Vereb        | Ungheria |       |
|           | Marc Westphalen Marco Herszel          | Germania |       |

| Posizione | Atleta                                 | Paese     | Tempo |
| --------- | -------------------------------------- | --------- | ----- |
|           | Manuela Mucke Nadine Opgen-Rhein       | Germania  |       |
|           | Katrin Borchert Katrin Kieseler        | Australia |       |
|           | Beatrix Manchon Portillo Sonia Morales | Spagna    |       |

### K4 200m
| Posizione | Atleta                                                             | Paese    | Tempo |
| --------- | ------------------------------------------------------------------ | -------- | ----- |
|           | Vince Fehervari Istvan Bee Gábor Horváth Robert Hegedus            | Ungheria |       |
|           | Roman Zaroubin Alexander Ivanik Denis Tourtchenkov Oleg Gorobij    | Russia   |       |
|           | Oleksei Slivinskiy Mykola Zaichenkov Mykhailo Luchnik Boris Marikn | Ucraina  |       |

| Posizione | Atleta                                                                  | Paese    | Tempo |
| --------- | ----------------------------------------------------------------------- | -------- | ----- |
|           | Kinga Dekany Krisztina Fazekas Erzsébet Viski Katalin Kovács            | Ungheria |       |
|           | Isabel Garcia Suarez Belen Sanchez Ana Maria Penas Teresa Portela Rivas | Spagna   |       |
|           | Karolina Sadalska Aneta Pastuszka Dorota Kuzckowska Joanna Skowron      | Polonia  |       |

### K4 500m
| Posizione | Atleta                                                           | Paese      | Tempo |
| --------- | ---------------------------------------------------------------- | ---------- | ----- |
|           | Roman Zaroubin Alexander Ivanik Denis Tourtchenkov Andrei Tissin | Russia     |       |
|           | Vasile Curuzan Marian Baban Geza Maygar Romica Serban            | Romania    |       |
|           | Richard Riszdorfer Michal Riszdorfer Erik Vlček Juraj Bača       | Slovacchia |       |

| Posizione | Atleta                                                                 | Paese    | Tempo |
| --------- | ---------------------------------------------------------------------- | -------- | ----- |
|           | Katalin Kovács Szilvia Szabó Erzsébet Viski Kinga Bóta                 | Ungheria |       |
|           | Anett Schuck Manuela Mucke Nadine Opgen-Rhein Katrin Wagner            | Germania |       |
|           | Maria Isabel Garcia Belen Sanchez Ana Maria Penas Teresa Portela Rivas | Spagna   |       |

### K4 1000m
| Posizione | Atleta                                                          | Paese    | Tempo |
| --------- | --------------------------------------------------------------- | -------- | ----- |
|           | Björn Bach Stefan Ulm Andreas Ihle Mark Zabel                   | Germania |       |
|           | Zoltán Kammerer Botond Storcz Roland Kokeny Gábor Horváth       | Ungheria |       |
|           | Roman Zaroubin Alexander Ivanik Denis Tourtchenkov Oleg Gorobij | Russia   |       |

| Posizione | Atleta                                                              | Paese    | Tempo |
| --------- | ------------------------------------------------------------------- | -------- | ----- |
|           | Kinga Dekany Szilvia Szabó Erzsébet Viski Kinga Bóta                | Ungheria |       |
|           | Karolina Sadalska Aneta Bialkowska Dorota Kuczkowska Joanna Skowron | Polonia  |       |
|           | Hanna Balabanova Natalia Fikilisova Inna Osypenko Tatyana Semikina  | Ucraina  |       |